# WWEヴィンテージ・コレクション
『WWEヴィンテージ・コレクション』 (WWE Vintage Collection) は、アメリカのプロレス団体WWEが毎週海外向けに放送するテレビ番組の一つである。

## 概要
Heatの放送終了を受けて、2008年6月8日放送開始。1970年代から1990年代前半にかけてビッグ・アリーナで行なわれた名勝負、名場面を1回当たり4 - 5試合をハイライトで放送する。当時WWEに参戦していた日本人レスラーも登場する（これまでブル中野、アジャ・コングなどの試合が放送された）。
日本を始め、ヨーロッパやオーストラリアなど海外向けに放送され、アメリカ国内で放送されていない（アメリカでは別番組が放送されている）。
コメンテーターはジーン・オーカーランドが務める。
日本では他番組と同様、3週間遅れで放送されていたが、2008年12月 - 2009年2月まで休止期間があったため、現在ではヨーロッパより約2か月遅れの放送となっている。2011年1月でレギュラー放送が終了し、今後は特番前の特別番組として放送される。